# ソユーズTMA-7
ソユーズTMA-7は、2005年にソユーズFGによって打ち上げられた国際宇宙ステーションへの飛行である。第12次長期滞在のクルー2名をISSに運搬する。また宇宙旅行者グレゴリー・オルセンが同乗する。

## 乗組員

### 打上げ時
- グレゴリー・オルセン (1) - 宇宙旅行者 -  アメリカ合衆国

第12次長期滞在のクルー
- ワレリー・トカレフ (2)  - 船長 -  RSA
- ウィリアム・マッカーサー (4) - フライトエンジニア -  NASA

### 帰還時
- ワレリー・トカレフ (2)  - 船長 -  RSA
- ウィリアム・マッカーサー (4) - フライトエンジニア -  NASA
- マルコス・ポンテス (1) - フライトエンジニア - ブラジル宇宙機関

## 外部リンク

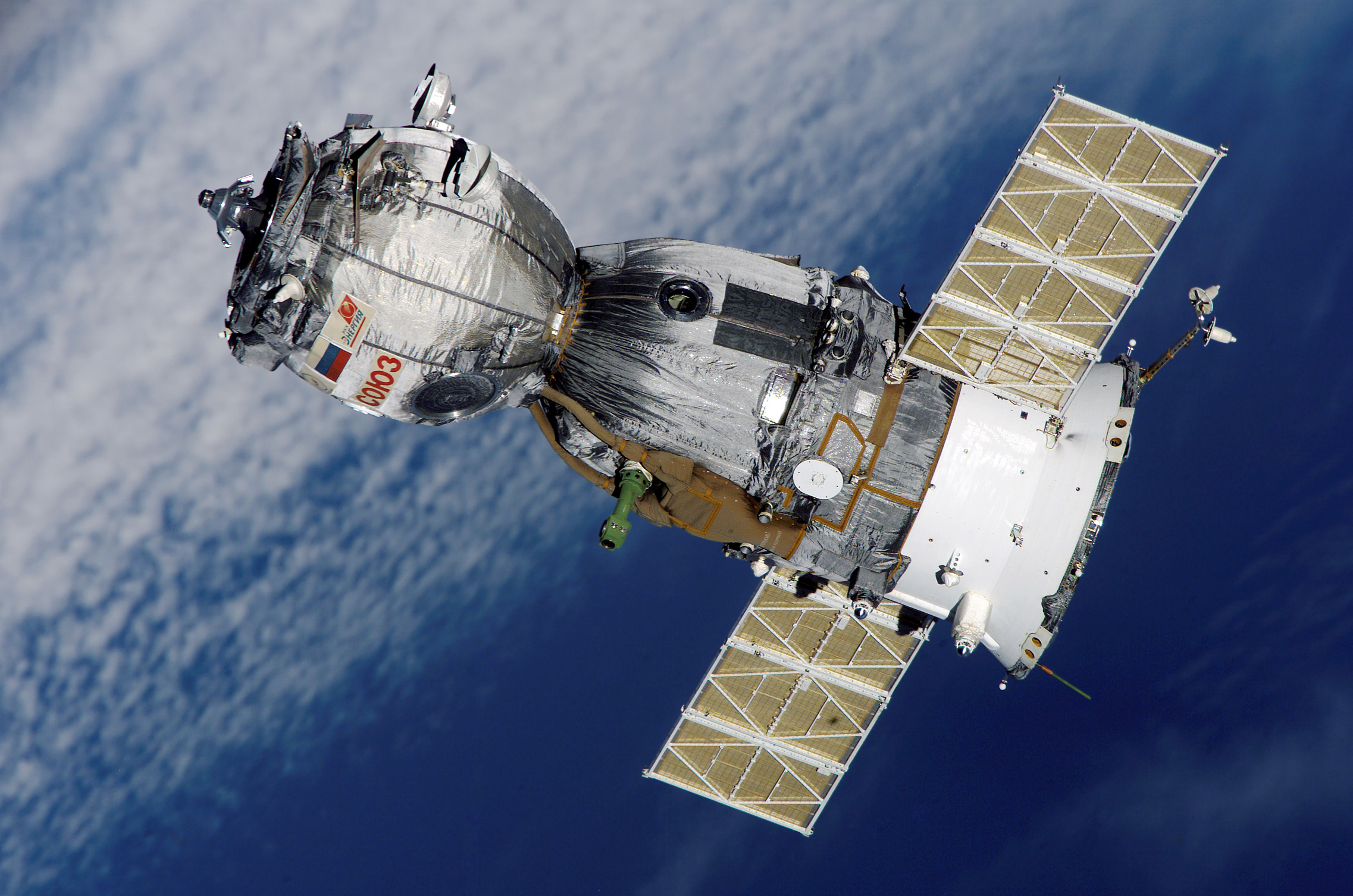
宇宙空間を飛行中のTMA-7